# 99193 Obsfabra
99193 Obsfabra este un asteroid din centura principală de asteroizi.

## Descriere
99193 Obsfabra este un asteroid din centura principală de asteroizi. A fost descoperit pe 14 aprilie 2001 la Begues de José Manteca. Asteroidul prezintă o orbită caracterizată de o semiaxă mare de 3,07 ua, o excentricitate de 0,33 și o înclinație de 15,3° în raport cu ecliptica.